# Befreiungsfront des Aïr und Azawad
Die Befreiungsfront des Aïr und Azawad (französisch Front de Libération de l’Aïr et de l’Azawad, kurz FLAA) war eine paramilitärische Organisation in Niger.

## Geschichte

### 1991–1997
Die FLAA gehörte zu den wichtigsten irredentistischen Tuareg-Organisationen der 1990er Jahre, die für Angriffe gegen staatliche und private Einrichtungen verantwortlich waren. Mit Gründungsdatum 19. Oktober 1991 war sie die älteste diese Organisationen und die einzige, die den Anspruch erhob sowohl im Aïr als auch in Azawad zu operieren. Ihr Gründer und Anführer war Rhissa Ag Boula. Die Forderungen der FLAA waren ein bundesstaatlicher Aufbau Nigers und ein Ende der Präsenz der Streitkräfte Nigers im Aïr und Azawad.
In ihren Anfängen war sie auf eine breite Basis gestellt. Ihr gehörten zwischen 400 und 800 Kämpfer an, darunter einige Veteranen der Islamischen Legion. Diese waren teilweise schwer bewaffnet, da sie auf Bestände aus der Armee des gestürzten tschadischen Präsidenten Hissène Habré zugreifen konnten. Die FLAA verfügte über zwei Panzerwagen und etwa fünfzig mit Raketenwerfern und Gewehren ausgestattete Geländefahrzeuge. Die Anschläge erstreckten sich über weite Gebiete im Norden des Landes. Mit Überraschungsangriffen und einer besseren Kenntnis des Geländes war die FLAA den Streitkräften Nigers oft überlegen. Häufige Ziele für Überfälle, Morde und Entführungen waren Regierungseinrichtungen in kleinen Orten wie Abalak, Aderbissinat, Iférouane und Ingall. Hinzu kamen Überfälle auf größere Märkte und Städte wie Agadez und Arlit, auf Wirtschaftsbetriebe und Entwicklungsprojekte.
In einem Kommuniqué vom 7. Februar 1992 anerkannte die nigrische Regierung erstmals das Bestehen der FLAA und bot Verhandlungen an. Nicht zuletzt wegen der Frage, wer das Recht hätte, die Verhandlungen mit der Regierung zu führen, brachen Führungsstreitigkeiten in der Organisation aus. Im Juni 1993 spalteten sich die Revolutionäre Armee der Befreiung Nord-Nigers unter der Führung von Attaher Abdoulmoumine und die Témoust-Befreiungsfront unter der Führung von Mano Dayak ab. Um sich untereinander abstimmen, bildeten die verschiedenen Tuareg-Paramilitärs am 11. September 1993 die Koordination des bewaffneten Widerstands. Ihr gehörte auch die Patriotische Front der Befreiung der Sahara an, die sich im Januar 1994 aus der FLAA herauslöste. Die Nachfolgerin der Koordination des bewaffneten Widerstands, die Organisation des bewaffneten Widerstands, schloss im April 1995 in Ouagadougou einen Friedensvertrag mit der nigrischen Regierung. Nach diesem Vertrag und den Zusatzverträgen von Algier im Jahr 1997 wurde die FLAA vorläufig aufgelöst.

### 2004–2005
Der ehemalige FLAA-Anführer Rhissa Ag Boula, der zwischenzeitlich Minister in verschiedenen nigrischen Regierungen gewesen war, wurde 2004 wegen einer Mordanklage verhaftet. Daraufhin reaktivierte sein Bruder Mohamed Ag Boula die FLAA. Bei einem Überfall auf einen Bus des öffentlichen Verkehrs am 10. August 2004 nahm die FLAA mehrere Geiseln, um die Freilassung Rhissa Ag Boulas zu erzwingen. Unter Vermittlung des libyschen Diktators Muammar al-Gaddafi wurden im März 2005 sowohl die Geiseln als auch Rhissa Ag Boula freigelassen. Die FLAA legte in einer Zeremonie am 15. Juli 2005 vor Muammar al-Gaddafi ihre Waffen nieder.